# Harvey Fletcher
Pour les articles homonymes, voir Fletcher.
Harvey Fletcher, né le 11 septembre 1884 à Provo dans l'Utah et mort le 23 juillet 1981 dans la même ville, est un physicien acousticien américain. Il a contribué à l'essor de la psychoacoustique à travers ses études sur la perception de la parole et la sonie, mais a également mené des travaux en électronique, en acoustique et en physique atomique. 

## Biographie
Harvey Fletcher a fait ses études à l'université Brigham Young. Il réalisa une thèse à l'université de Chicago sur la mesure de la charge de l'électron, sous la direction de Robert Andrews Millikan.
Après son doctorat, il obtint une chaire à l'université Brigham Young, qu'il quitta en 1916 pour travailler au sein de l'entreprise Western Electric puis des Laboratoires Bell. Ses connaissances en électronique et en physique l'amenèrent à travailler sur le développement de la téléphonie puis, logiquement, à s'intéresser à la psychoacoustique et à la perception de la parole.

## Contributions à la psychoacoustique
Les travaux les plus connus de Harvey Fletcher portent sur sa contribution à la théorie de la perception de la parole. Il démontra que les éléments de la parole se répartissent habituellement sur une large plage de fréquence, et qu'ils sont traités de manière indépendante à travers différentes bandes de fréquence (nommées "bandes critiques", critical bands). Ces observations l'amenèrent à formuler un indice, appelé Indice d'articulation, permettant de prédire l'Intelligibilité de la parole. 
Il a également dédié une partie importante de son travail à l'étude la sonie, et montré que la loi de Weber-Fechner s'applique également à l'audition. Il est à l'origine du concept de courbes isosoniques.
On lui doit l'invention de l'audioprothèse et du sonomètre. C'est l'inventeur de la stéréophonie. [réf. souhaitée]